# بن هول
بن هول (بالإنجليزية: Ben Hall)‏ (6 مارس 1881 في المملكة المتحدة - 1 يناير 1963 بليستر في المملكة المتحدة) هو مدرب كرة قدم ولاعب كرة قدم بريطاني (وحمل سابقاً جنسية المملكة المتحدة لبريطانيا العظمى وأيرلندا) في مركز الوسط. لعب مع ديربي كاونتي وغريمسبي تاون وليستر سيتي ونادي ساوث شيلدز ‏.

## وصلات خارجية
- بن هول على موقع Soccerbase.com (مدرب) (الإنجليزية)